# Danne-et-Quatre-Vents
Danne-et-Quatre-Vents är en kommun i departementet Moselle i regionen Grand Est (tidigare regionen Lorraine) i nordöstra Frankrike. Kommunen ligger i kantonen Phalsbourg som tillhör arrondissementet Sarrebourg. År 2022 hade Danne-et-Quatre-Vents 671 invånare.

## Befolkningsutveckling
Antalet invånare i kommunen Danne-et-Quatre-Vents
| Referens: INSEE |